# Lista över fornlämningar i Kristianstads kommun (Norra Strö)
Lista över fornlämningar i Kristianstads kommun (Norra Strö) är en förteckning av ett urval av de fornlämningar som finns i Norra Strö i Kristianstads kommun.
| Namn                          | Lämningstyp                 | Tillkomsttid | Historisk indelning | Plats | Läge                 | ID-nr          | Bild                                 |
| ----------------------------- | --------------------------- | ------------ | ------------------- | ----- | -------------------- | -------------- | ------------------------------------ |
| Norra Strö 2:1                | Stenkammargrav              |              | Norra Strö, Skåne   |       | 56.098708, 14.045824 | 10109200020001 | Ladda upp en bild av detta fornminne |
| Norra Strö 3:1                | Grav markerad av sten/block |              | Norra Strö, Skåne   |       | 56.104010, 14.038810 | 10109200030001 | Ladda upp en bild av detta fornminne |
| Norra Strö 3:2                | Grav markerad av sten/block |              | Norra Strö, Skåne   |       | 56.104010, 14.038810 | 10109200030002 | Ladda upp en bild av detta fornminne |
| Norra Strö 3:3                | Grav markerad av sten/block |              | Norra Strö, Skåne   |       | 56.104010, 14.038810 | 10109200030003 | Ladda upp en bild av detta fornminne |
| Norra Strö 6:1                | Hällristning                |              | Norra Strö, Skåne   |       | 56.104728, 14.033115 | 10109200060001 | Ladda upp en bild av detta fornminne |
| Norra Strö 27:1               | Hällristning                |              | Norra Strö, Skåne   |       | 56.119388, 14.042425 | 10109200270001 | Ladda upp en bild av detta fornminne |
| Norra Strö 34:1               | Hällristning                |              | Norra Strö, Skåne   |       | 56.122556, 14.052363 | 10109200340001 | Ladda upp en bild av detta fornminne |
| Norra Strö 39:1               | Stensättning                |              | Norra Strö, Skåne   |       | 56.116501, 14.013554 | 10109200390001 | Ladda upp en bild av detta fornminne |
| Norra Strö 39:2               | Stensättning                |              | Norra Strö, Skåne   |       | 56.116587, 14.013629 | 10109200390002 | Ladda upp en bild av detta fornminne |
| Norra Strö 41:1               | Stensättning                |              | Norra Strö, Skåne   |       | 56.113325, 14.013331 | 10109200410001 | Ladda upp en bild av detta fornminne |
| Norra Strö 43:1               | Hällristning                |              | Norra Strö, Skåne   |       | 56.127177, 14.023831 | 10109200430001 | Ladda upp en bild av detta fornminne |
| Norra Strö 45:1               | Hällristning                |              | Norra Strö, Skåne   |       | 56.113948, 14.031284 | 10109200450001 | Ladda upp en bild av detta fornminne |
| Norra Strö 46:1               | Grav markerad av sten/block |              | Norra Strö, Skåne   |       | 56.115082, 14.033187 | 10109200460001 | Ladda upp en bild av detta fornminne |
| Norra Strö 50:1               | Hällristning                |              | Norra Strö, Skåne   |       | 56.123831, 14.033487 | 10109200500001 | Ladda upp en bild av detta fornminne |
| Gamle mölla (Norra Strö 51:1) | Kvarn                       |              | Norra Strö, Skåne   |       | 56.097437, 14.016199 | 10109200510001 | Ladda upp en bild av detta fornminne |
| Norra Strö 58:1               | Gravfält                    |              | Norra Strö, Skåne   |       | 56.119787, 14.022615 | 10109200580001 | Ladda upp en bild av detta fornminne |
| Norra Strö 63                 | Grav markerad av sten/block |              | Norra Strö, Skåne   |       | 56.115130, 14.033495 | 12000000122672 | Ladda upp en bild av detta fornminne |